# Thomas Ring
Thomas Ring Petersen (født 17. februar 1980 i København) er en dansk singer-songwriter, der blev kendt for at vinde tv-talentkonkurrencen X Factor 2010. Året efter, i marts 2011, udsendte Thomas sit debutalbum Wrong Side of the Daylight på Sony Music. Albummet blev en kommerciel succes med over 14.000 solgte eksemplarer. Thomas Ring fik efterfølgende – som den første danske X Factor-vinder – sin kontrakt med pladeselskabet forlænget, og udsendte i april 2013 sit andet album, Sideways.
Efter flere års stilhed, udgav Thomas Ring sit tredje studiealbum i februar 2017, Gadedreng.

## Liv og karriere

### Privatliv
Thomas er student fra Falkonergårdens Gymnasium og blev uddannet lærer fra Københavns Dag- og Aftenseminarium i sommeren 2009. Han arbejder som klasselærer for 2. klasse på Hellerup Skole. I sine yngre år spillede Thomas Ring Petersen bordtennis sammen med bl.a. Michael Maze.

### X Factorog debutalbum (2010–2011)
Thomas Ring vandt 2010-sæsonen af X Factor med Pernille Rosendahl som hans mentor. I finalen den 27. marts 2010 sang han bl.a. "My Dream", der var skrevet af X Factor-dommerne Soulshock, Pernille Rosendahl og Remee, samt tidligere News-trommeslager Peter Biker. Singlen blev udgivet som Thomas' debutsingle umiddelbart efter finalen. "My Dream" debuterede efterfølgende på førstepladsen af single-hitlisten, og modtog i juni 2010 guld for 15.000 downloads.
Thomas udsendte sin første single siden X Factor, "Break the Silence" den 11. februar 2011, hvor han også optrådte med sangen til det første liveshow i 2011-udgaven af X Factor. Singlen debuterede på en fjerdeplads på single-hitlisten, og modtog senere guld for 15.000 downloads. "Break the Silence" var den tredje mest spillede sang på P4 playliste med danske artister i 2011. Sangen er skrevet af Thomas selv, og var forløber for debutalbummet Wrong Side of the Daylight, der udkom den 7. marts 2011. Albummet er primært skrevet af Thomas Ring selv, og produceret af Tore Nissen, der bl.a. har produceret for The Storm. Wrong Side of the Daylight modtog overvejende negativ kritik fra anmelderne, men blev en kommerciel succes med en andenplads på album-hitlisten, og en guld-certificering for 10.000 solgte eksemplarer. Albummet havde i januar 2012 solgt 14.945 eksemplarer, hvilket gjorde albummet til det bedst sælgende X Factor album siden Martin i 2008.
Den 1. december 2011 udkom EP'en Another Side of the Daylight, der bestod af singlen "My Hand in Your Pocket", akustiske versioner af singlerne "Break The Silence" og "Leave a Light On", samt det nye nummer "Diamond".

### Sideways(2012–2013)
"Uden X Factor havde jeg nok stadig lavet musik, men jeg havde helt sikkert ikke været så langt og ikke haft den selvtillid. Lige nu føler jeg, at jeg befinder mig et rigtig godt sted. Jeg tænker ikke på mig selv som en stjerne, men som en dygtig sanger og sangskriver."
I marts 2012 bekræftede Thomas Ring, at han havde skrevet kontrakt med Sony Music om at udgive et nyt album. Thomas Ring er dermed den første X Factor-vinder der får lov til at udgive sit andet album på pladeselskabet. Albummet bærer titlen Sideways, og udkom den 22. april 2013.
Sangeren udsendte singlen "The Fire Still Burns" den 4. februar 2013 forud for albummet. Singlen er ligesom albummet produceret af Thomas Ring sammen med producer Søren Vestergaard, og fortsætter den akustiske stil fra debutalbummet, blandet med elektroniske detaljer. "The Fire Still Burns" handler om at "miste troen på ting, du virkelig gerne vil have lykkes".

### Gadedrengog Dansk Melodi Grand Prix (2016–nu)
I 2016 udgav Thomas Ring to danske singler, "Mit Danmark" samt "Stjernekaster" forud for sangerens tredje studiealbum, "Gadedreng", der blev udgivet den 17. februar 2017.
Thomas Ring optrådte i Dansk Melodi Grand Prix 2017 med sangen "Vesterbro", der blev sendt den 25. februar. Sangen blev dog ikke valgt ind i top 3 under liveshowet. Sangen blev udgivet den 20. februar på iTunes og Spotify.

## Diskografi

### Studielbums
| Titel                      | Album detaljer                                                                    | Højeste placering | Certificering |
| Titel                      | Album detaljer                                                                    | Danmark           | Certificering |
| -------------------------- | --------------------------------------------------------------------------------- | ----------------- | ------------- |
| Wrong Side of the Daylight | - Udgivet: 7. marts 2011 - Selskab: Sony Music - Format: CD, download, streaming  | 2                 | Guld          |
| Sideways                   | - Udgivet: 22. april 2013 - Selskab: Sony Music - Format: CD, download, streaming | 24                |               |
| Gadedreng                  | - Udgivet: 17. februar 2017 - Selskab: Sony Music - Format: download, streaming   |                   |               |

### EP'er
- Another Side of the Daylight (2011)

### Singler
| År   | Titel                    | Højeste placering | Certificering | Album                      |
| År   | Titel                    | DEN               | Certificering | Album                      |
| ---- | ------------------------ | ----------------- | ------------- | -------------------------- |
| 2010 | "My Dream"               | 1                 |               | Ikke-album single          |
| 2011 | "Break the Silence"      | 4                 |               | Wrong Side of the Daylight |
| 2011 | "Leave a Light On"       | —                 |               | Wrong Side of the Daylight |
| 2011 | "My Hand In Your Pocket" | —                 |               | Wrong Side of the Daylight |
| 2013 | "The Fire Still Burns"   | —                 |               | Sideways                   |
| 2016 | "Mit Danmark"            | —                 |               | Gadedreng                  |
| 2016 | "Stjernekaster"          | —                 |               | Gadedreng                  |
| 2017 | "Vesterbro"              | —                 |               | Gadedreng                  |